# Mycobates
Mycobates är ett släkte av kvalster. Mycobates ingår i familjen Punctoribatidae.

## Dottertaxa tillMycobates, i alfabetisk ordning[1]
- Mycobates acuspidatus
- Mycobates alpinus
- Mycobates altus
- Mycobates angulatus
- Mycobates austroamericanus
- Mycobates azaleos
- Mycobates beringianus
- Mycobates bicornis
- Mycobates brevilamellatus
- Mycobates cambricus
- Mycobates carli
- Mycobates conitus
- Mycobates corticeus
- Mycobates cribelliger
- Mycobates debilis
- Mycobates dryas
- Mycobates exigualis
- Mycobates ezoensis
- Mycobates flabelliger
- Mycobates hammerae
- Mycobates hylaeus
- Mycobates incurvatus
- Mycobates integer
- Mycobates minor
- Mycobates monocornis
- Mycobates monodactylus
- Mycobates occidentalis
- Mycobates parmeliae
- Mycobates patrius
- Mycobates perates
- Mycobates punctatus
- Mycobates rileyi
- Mycobates royi
- Mycobates sarekensis
- Mycobates tridactylus
- Mycobates tridentatus
- Mycobates yukonensis